# فرانسیسکو مادرو
فرانسیسکو ایگناسیو مادرو گونسالس (اسپانیایی: Francisco Ignacio Madero González‎؛ زاده ۳۰ اکتبر ۱۸۷۳ – درگذشته ۲۲ فوریه ۱۹۱۳) سیاستمدار، نویسنده و انقلابی که از سال ۱۹۱۱ تا ۱۹۱۳ میلادی به عنوان رئیس‌جمهور مکزیک فعالیت کرد.
او به عنوان یک سیاستمدار محترم، کسی بود که توانست با گردهم‌آوری مخالفان دولت، یک مرکز مخالفت در اطراف دیکتاتوری پورفیریو دیاس ایجاد کند و انقلاب مکزیک را آغاز کند.
با این حال، پس از سرنگونی دیاس، مادرو خیلی زود ثابت کرد که توان کنترل دولت را ندارد، و انقلابی که او خود آغاز کرده بود، به سرعت از دست او خارج شد. او با نادیده گرفتن طرفداران باقی‌مانده دیاس، و جایگزینی این افراد با طرفداران انقلابی، به دست ارتش پورفیریستا (اسپانیایی: Porfirista) (طرفداران پورفیریو دیاس) برکنار و به دستور ویکتوریانو اوارتا اعدام شد. اعدام مادرو، خشن‌ترین دوران انقلاب در مکزیک را (۱۹۱۳–۱۹۱۷) به دنبال داشت، تا زمانی که قانون اساسی سال ۱۹۱۷ میلادی تصویب و دولت به دست ونوستیانو کارآنسا به ثبات نسبی رسید.